# Penstemon pallidus
Penstemon pallidus là một loài thực vật có hoa trong họ Mã đề. Loài này được Small mô tả khoa học đầu tiên năm 1903.